# Streaming API for XML
Streaming API for XML ou StAX est une API permettant d'exploiter les documents XML. Tout comme SAX, StAX n'encombre pas la mémoire et le document est lu linéairement, mais c'est l'application qui tire explicitement l'information du document (avec SAX, l'information est envoyé à l'application comme un événement). Tout comme DOM, c'est l'application qui détermine ce qui doit être lu et à quel moment. D'une certaine manière, StAX se base sur le motif de conception itérateur.